# 弗拉索泰莱西诺
弗拉索泰莱西诺（義大利語：Frasso Telesino），是意大利贝内文托省的一个市镇。总面积22.25平方公里，人口2481人，人口密度111.5人/平方公里（2009年）。ISTAT代码为062035。